# Elisabeth Schroedter
Elisabeth Schroedter, est une femme politique allemande née le 15 mars 1959 à Dresde. Elle a été élue députée européenne pour la première fois lors des élections européennes de 1994, alors que les représentants des nouveaux Länder faisaient leur entrée au Parlement européen. Elle a été réélue lors des élections européennes de 1999, de 2004 et de 2009.
Elle est faite chevalier de l'ordre du Mérite de la République fédérale d'Allemagne en novembre 2002.
Pour la 7e législature, elle siège au sein du groupe des Verts/Alliance libre européenne. Elle est vice-présidente de la commission de l'emploi et des affaires sociales et est membre de la délégation pour les relations avec la Biélorussie et de la délégation à l'Assemblée parlementaire Euronest.